# سيكورسكي إس-62
سيكورسكي إس-62 (بالإنجليزية: Sikorsky S-62)‏ هي مروحية برمائية ذات محرك توربين واحد، ذو ثلاثة شفرات دوارة، وضعت أصلا كمشروع تجاري، أنتجت في الولايات المتحدة. من صناعة سيكورسكي للطائرات. كان أول طيران لها في 1959. دخلت الخدمة في 1961، صنع منها 175 طائرة. تستخدم سيكورسكي إس-62 من قبل حرس السواحل الأمريكي باسم (HH-52A Seaguard).